# Simulacre
En philosophie, un simulacre désigne une apparence qui ne renvoie à aucune réalité sous-jacente, et prétend valoir pour cette réalité elle-même. C'est là, du moins, le sens grec de phantasma (ϕάντασμα) qui est traduit par simulacre, par opposition à l'icône (eikôn, εἰκών), traduit par copie : la copie renvoie toujours à une imitation du réel qui ne se dissimule pas (voir Le Sophiste de Platon).

## Philosophie grecque

### Le simulacre chez Platon
Dans Le Sophiste (235d) de Platon, le personnage de L'Étranger – qui dialogue avec Théétète – distingue deux types d'images (eidôlon, εἴδωλον, qui a donné idole via le latin) : l'eikôn (εἰκών), que l'on peut traduire par copie ou icône, et le phantasma (ϕάντασμα), que l'on peut traduire par simulacre ou par illusion. La différence entre les deux est que la copie respecte les proportions du modèle tandis que le simulacre ne les respecte pas. Le simulacre est ainsi une apparence trompeuse reposant sur une illusion d'optique. L'Étranger introduit cette distinction pour définir le sophiste comme un illusionniste, c'est-à-dire comme un producteur de simulacres. Platon opère ainsi une dévalorisation du simulacre relativement à la copie.
Le simulacre et la copie ne sont cependant que deux espèces de l'image. Platon oppose l'ensemble des images aux Formes intelligibles (eidos et idea ἰδέα). La portée exacte de la distinction entre simulacre et copie est l'objet d'un désaccord entre les interprètes de Platon, Jean-Pierre Vernant soutient notamment que cette distinction ne remet pas en cause la thèse générale de la disqualification des images comme moyens de connaissance.

### Le simulacre chez Épicure
Le concept de simulacre est ensuite repris, en un sens radicalement différent[Quoi ?], dans la théorie matérialiste des épicuriens (notamment de Lucrèce et Épicure).

## Philosophie contemporaine

### Le simulacre chez Deleuze
En 1969, Gilles Deleuze, dans l'article « Platon et le simulacre » en appendice de Logique du sens, met en évidence la stratégie de Platon dans Le Sophiste, stratégie qui vise à faire disparaître le simulacre au profit de la copie, afin de valoriser, en négatif, l'hypothèse des Idées (ou Formes) par le contraste avec l'image-copie, éloignée de deux degrés de la véritable réalité (tandis que le simulacre fait disparaître la distinction entre le modèle et la copie).

### Le simulacre chez Baudrillard
Cette réflexion sur le simulacre a été reprise et approfondie par Jean Baudrillard. Dans son ouvrage Simulacres et simulation, il propose en épigraphe à son premier chapitre (« La précession des simulacres ») l'affirmation suivante qu'il dit reprendre de l'Ecclésiaste, bien qu'elle n'y figure pas :

« Le simulacre n'est jamais ce qui cache la vérité – c'est la vérité qui cache qu'il n'y en a pas. Le simulacre est vrai. »

Baudrillard opère une série de distinctions pour cerner la notion de simulation :

« Dissimuler est feindre de ne pas avoir ce qu'on a. Simuler est feindre d'avoir ce qu'on n'a pas. L'un renvoie à une présence, l'autre à une absence. Mais la chose est plus compliquée, car simuler n'est pas feindre : celui qui feint une maladie peut simplement se mettre au lit et faire croire qu'il est malade. Celui qui simule une maladie en détermine en soi quelques symptômes. (Littré) Donc, feindre, ou dissimuler, laissent intact le principe de réalité : la différence est toujours claire, elle n'est que masquée. Tandis que la simulation remet en cause la différence du vrai et du faux, du réel et de l'imaginaire. »

Pour un approfondissement et une illustration des notions de simulation et de simulacre, voir l'article Simulacres et simulation.
Dans Oublier Foucault, Baudrillard lit la politique à travers le filtre de la simulation :

« […] le secret des grands politiques fut de savoir que le pouvoir n'existe pas. Qu'il n'est qu'un espace perspectif de simulation, comme le fut celui, pictural, de la Renaissance, et que si le pouvoir séduit, c'est justement […] parce qu'il est simulacre. »

### Le simulacre chez Schoumacher
Selon l'auteur, dans les sociétés de l' hypermodernité, en Occident, le contrat social dispose que nous sommes obligés d'employer  des « simulacres ». Nous y sommes portés par  l'hybris (hubris /orgueil). La notion d'Eidolon (simulacre) se trouve déjà chez Platon, comme  mentionné ci-dessus. Cependant, la notion contemporaine de simulacre suppose que nous avons tous un rapport biaisé à la réalité du monde, non pas parce que la réalité n’est pas accessible (ce qui est un propos courants des films comme Matrix ou eXistenZ et de la pop culture en général au travers de jeux vidéos et de mondes virtuels et même de la pensée postmoderne comme chez Jean Baudrillard), mais parce que nous souhaitons ne pas voir les choses telles qu’elles paraissent. Le philosophe souligne que pourtant notre capacité d'aphairesis, notre capacité de représentation du monde, existe bel et bien.

« Le simulacre ne cache pas la réalité (physique) il affirme une hyperréalité à travers un prisme paradigmatique (sémiotique, sémantique et social), garantissant les conditions de vérité de nos propositions sur le monde. »

Selon lui, le simulacre sert au maintien de l’ordre (taxis) et empêche toute action concrète (praxis), car tout cela nous est imposé par des formes plus ou moins diverses de propagande au sens d' Edward Bernays. Il est en quelque sorte un   « brouillard de guerre » au sens de Carl von Clausewitz. Pour autant, nous avons parfois l’impression d’un « décalage » entre ce qui est perçu et ce qui est réel (hystérésis), ce moment où nous croyons que nous sommes dans une comédie sociale. Les choses ne semblent alors  pas être ce qu’elles sont.
C’est alors, comme le souligne le philosophe, que l’individu se pose des questions d’ordre métaphysique, philosophique sur son rapport au monde et sa conception du monde. La société cherche alors à lui fournir des réponses convenues et admissibles au sein des paradigmes des sociétés hypermodernes, comme l’hypothèse de la simulation informatique du monde de Nick Bostrom, les événements sportifs comme les jeux olympiques et les championnats de tout ordre, la télé-réalité, les réseaux sociaux, ceci afin  que les réelles questions sociales tombent sous  silence.
Ceci explique alors l’explosion des théories conspirationnistes, la recherche de spiritualités alternatives, les pseudosciences, le succès relatif de la collapsologie, l’engouement pour les compétitions sportives, la valorisation du travail salarié, le développement du prétendu wokisme (ou théorie de la justice  sociale) opposé à l'universalisme progressiste et la cristallisation de la radicalisation idéologique.

## Le simulacre chez Stoichita
Dans son ouvrage L'Effet Pygmalion. Pour une anthropologie historique des simulacres (Droz, 2008), Victor I. Stoichita, anthropologue de l'art, aborde la question du simulacre à travers une investigation dans l'histoire de l'art et à partir du mythe fondateur de Pygmalion.
Il propose en particulier, dans son dernier chapitre intitulé "La copie originale" une lecture très stimulante du film Vertigo (Sueurs froides) d'Alfred Hitchcock, réalisé en 1958.